# Ericaterrein
Het Ericaterrein is een natuurgebied van het Goois Natuurreservaat bij Huizen.

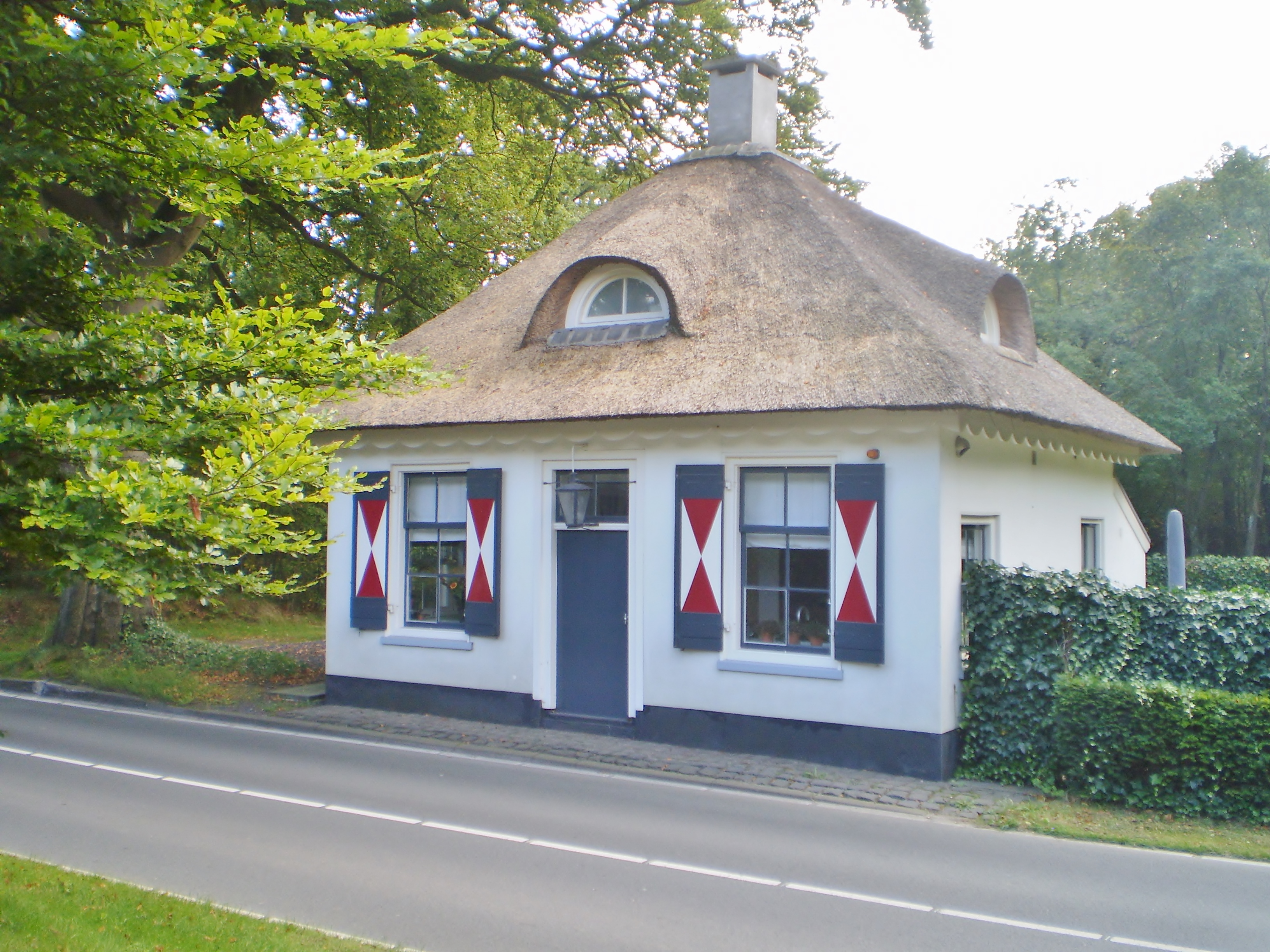
Tolhuis aan de Naarderstraat, daarachter het Ericaterrein

Het bosgebied ligt tussen de Nieuwe Bussummerweg en ten zuiden van de Naarderstraat aan de westzijde van Huizen. Het grenst in het westen aan de Nieuw Bussummerheide.
Het Ericaterrein is een leefgebied voor kikkers, padden en kleine watersalamanders. In de Naarderstraat zijn faunagoten aangelegd om de dieren veilig naar de tuinvijvers te laten trekken om zich voort te planten.
In maart 2015 werd een loopgraaf uit de Eerste Wereldoorlog aangetroffen. Deze verdedigingslinie werd in de periode 1914-1918 aangelegd voor het geval het neutrale Nederland bij de ’Grote Oorlog’ betrokken zou worden.

## Herstellingsoord
Het terrein aan de Naarderstraat is genoemd naar Huize Erica, een voormalig kindertehuis van de Lutherse Diaconessen Inrichting te Amsterdam. Het huis aan de Huizerweg dat werd gebouwd in 1912, is later gesloopt. Door de hoge ligging bood het uitzicht op de Zuiderzee. Het herstellingsoord bood plaats aan 36 kinderen. Heden staan er woningen aan de Korhoenlaan.